# اولگوترلویر
اولگوترلویر (به انگلیسی: Olgotrelvir) یک داروی ضد ویروسی تجربی است که برای ارزیابی پتانسیل آن به عنوان درمانی برای کووید-۱۹ مورد مطالعه قرار می‌گیرد. باور بر این است که با مهار پروتئاز اصلی SARS-CoV-2 (Mpro)، یک آنزیم کلیدی که SARS-CoV-2 برای تکثیر به آن نیاز دارد، کار می‌کند.